# Agrostis taliensis
Agrostis taliensis är en gräsart som beskrevs av Pilg.. Agrostis taliensis ingår i släktet ven, och familjen gräs. Inga underarter finns listade i Catalogue of Life.